# Wojna duńsko-hanzeatycka (1362)
Pierwsza wojna Hanzy z Danią – konflikt pomiędzy miastami hanzeatyckimi, Szwecją i Norwegią a duńskim królem Waldemarem IV w 1362.
Powodem konfliktu były rozbieżności w kwestii czerpania korzyści z handlu z (wówczas) duńską Skanią. W latach 1360–1361 Waldemar zdobył Skanię i Gotlandię, co zostało odebrane przez nadmorskie miasta hanzeatyckie jako poważne zagrożenie interesów handlowych. Nie wszystkie jednak miejscowości hanzeatyckie opowiedziały się przeciwko Duńczykom. Miasta Hanzy zainteresowane były głównie swobodną żeglugą po cieśninie Sund. Także miasta westfalskie nie czuły się bezpośrednio zagrożone tym konfliktem. Hanza zdobyła Kopenhagę i oblegała Hälsingborg. Jednak flota duńska pokonała okręty hanzeatyckie w Sundzie co miało decydujący wpływ na losy wojny. 12 listopada 1362 podpisano traktat kończący wojnę.
Na sukces (traktat stralsundzki) Hanza musiała poczekać kilka lat do II wojny z Danią w latach 1367–1369.